# Beaumont, Alberta
Beaumont är en ort i Kanada.   Den ligger i provinsen Alberta, i den centrala delen av landet, 2 800 km väster om huvudstaden Ottawa. Beaumont ligger 716 meter över havet och antalet invånare är 7 366.
Terrängen runt Beaumont är platt. Närmaste större samhälle är Sherwood Park, 19,7 km norr om Beaumont. 
Trakten runt Beaumont består till största delen av jordbruksmark. Runt Beaumont är det glesbefolkat, med 8 invånare per kvadratkilometer.